# Vrba arktická

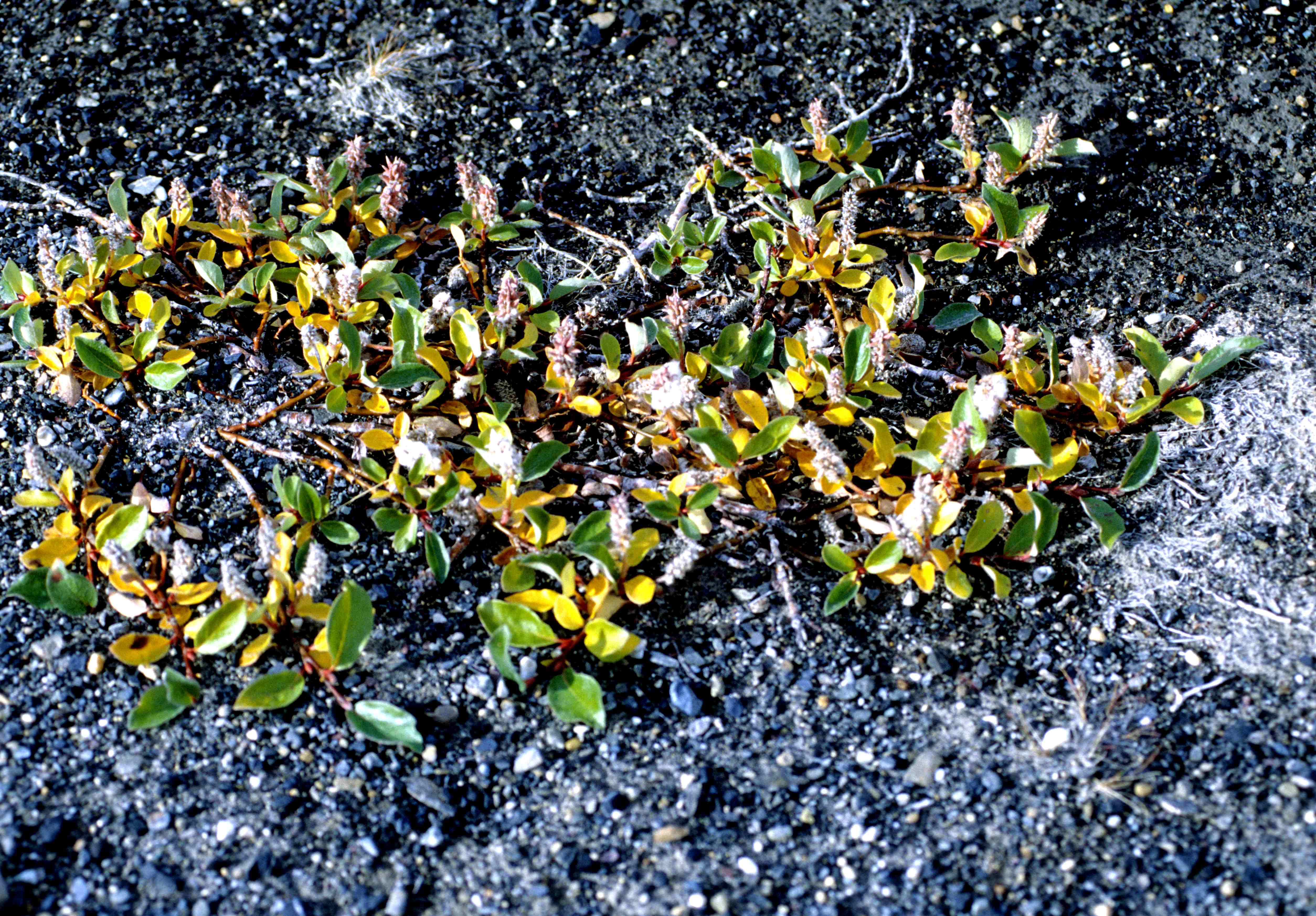

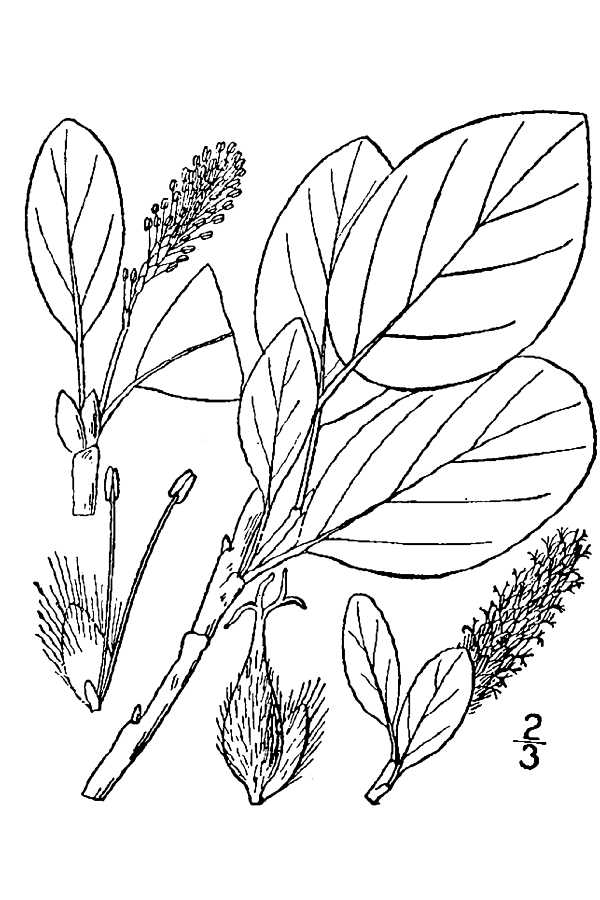
Popisný obrázek.

Vrba arktická (Salix arctica) je opadavá listnatá dřevina nízkého vzrůstu z čeledi vrbovité (Salicaceae). Je typická plazivým růstem, je přizpůsobena k přežití v drsných arktických a subarktických podmínkách. Druh má cirkumpolární rozšíření podél Severního ledového oceánu.

## Rozšíření
Druh roste v tundře a na skalnatých vřesovištích, je nejseverněji se vyskytující dřevinou na světě. Vyrůstá nad hranicí lesa a na severní hranici země, na severním pobřeží Grónska.
Také se vyskytuje dále na jihu, v Severní Americe, v porostech výškové alpinské tundry, na jih do pohoří Sierra Nevada v Kalifornii a Rocky Mountains v Novém Mexiku, ale i v Asii, v pohoří Sin-ťiangu v Číně. 

## Popis
Vrba arktická je obvykle nízký plazivý keř, roste pouze do výšky 1-15cm (vzácně až 25 cm). V severozápadním Pacifiku ale může dosáhnout vzrůstu 50 cm na výšku. Má kulaté, leskle zelené listy, 1 až 4 cm dlouhé a široké, zřídka může mít i listy 8 cm dlouhé a 6 cm široké. Starší listy jsou porostlé dlouhým hedvábným, stříbřitým ochlupením. Stejně jako zbytek vrb, je i vrba arktická je dvoudomá, samičí a samčí jehnědy vyrůstají na různých rostlinách. Samičí jehnědy mají červenou barvu, zatímco samčí jehnědy žlutě zbarveny.
Navzdory své malé velikosti, je dřevina dlouhověká, roste ale velmi pomalu v arktickém klimatu. Jedna z vrb ve východním Grónsku, jak bylo zjištěno, je 236 let stará. 
Jsou popsáni kříženci mezi Salix arctica a Salix glauca.

## Použití
Druh je zdrojem potravy pro několik arktických zvířat. Pižmoni, sob karibu, arktičtí zajíci a lumíci se živí kůrou a větvičkami, pupeny jsou hlavním zdrojem potravy bělokura.
Je známo že i Inuité a obyvatelé severských oblastí využívají tento druh vrby. Větvičky mohou být použity jako palivo, zatímco opadané květy (suputiit), mohou být smíchány s mechem a použity jako směs v lampě nazývané „kudlik“. Rostlina byla používána jako léčivo, pro zmírnění bolesti zubů, pomáhá k zastavení krvácení, zastavování průjmu při zažívacích potížích a také jako obklad na rány. Mezi severskými kmeny a Inuity v oblasti Bathurst Inlet byly používány jedlé části vrby s vysokým obsahem vitamínu C, chutnající sladce.